# José Antonio Nieves Conde
José Antonio Nieves Conde (Segòvia, 22 de desembre de 1915 - Madrid, 14 de setembre de 2006) va ser un cineasta i periodista espanyol, director de llargmetratges com Surcos, Angustia i Balarrasa.

## Biografia
Fill d'una família nombrosa, de pare militar, va ser molt aficionat al cinema des de nen. Acabat el Batxiller Superior a Segòvia, va començar la carrera de Dret a Madrid, afiliant-se a Falange Española de las JONS, l'ideari social de les quals marcaria profundament les seves obres cinematogràfiques. En esclatar la Guerra Civil, va marxar al capdavant com a voluntari falangista en el bàndol revoltat, oposant-se a la unificació de la Falange i el Requeté decretada per Franco, alineant-se en el bàndol falangista dels "hedillistas" (partidaris de Manuel Hedilla, el successor de José Antonio Primo de Rivera al capdavant de la Falange que es va oposar a la unificació decretada per Franco) i aconseguint el grau d'alferes provisional de infanteria. No va arribar a acabar els estudis universitaris.
En acabar la guerra va tornar a Segòvia on va treballar en premsa i ràdio fins que va tornar a Madrid per a convertir-se en crític de cinema del diari Pueblo. Entre 1939 i 1942 va ser redactor de la revista de cinema Primer Plano com a responsable de la secció Fuera de cuadro.
Amic de Carlos Fernández Cuenca, Luis Gómez Mesa i Rafael Gil, es va iniciar professionalment al cinema amb aquest últim en 1941 com a ajudant de direcció. Fins a 1946 va treballar en cinc de les seves pel·lícules com Viaje sin destino i Tierra sedienta.
A partir de 1942 va abandonar Primer Plano i Pueblo —pel que sembla per desavinences amb la direcció— i es va dedicar professionalment al cinema.

## Obra cinematogràfica
Va dirigir la seva primera pel·lícula, Senda ignorada, una història de gàngsters situada als Estats Units, en 1946. A aquesta seguiren Angustia, també policíaca i declarada d'"interès nacional", amb Rafael Bardem i Julia Caba Alba en 1947 i Llegada la noche, amb guió de Carlos Blanco en 1948.
En 1950 va dirigir Balarrasa amb guió de Vicente Escrivá i amb actors com Fernando Fernán Gómez, María Rosa Salgado, Maruchi Fresno, Luis Prendes i José Bódalo, també catalogada d'interès nacional i que va suposar el seu primer gran èxit popular i econòmic. També en 1950 codirigí juntament amb Julien Duvivier Black Jack.
Va arribar al cim de la seva carrera com a cineasta en 1951 amb Surcos. Aquesta pel·lícula, d'una marcada inspiració social d'orientació falangista, amb guió de Natividad Zaro i Gonzalo Torrente Ballester a partir d'un argument d'Eugenio Montes i amb Luis Peña i María Asquerino com a protagonistes, és considerada com una de les grans pel·lícules del cinema espanyol. Surcos va causar polèmica en el seu moment i va ser atacada per l'Església en tractar temes tabú de l'època com la misèria, l'estraperlo i l'èxode rural, per la qual cosa va haver de canviar el final abans de l'estrena. A més, malgrat guanyar el segon Premi Nacional del Sindicat de l'Espectacle i el primer premi del Cercle d'Escriptors Cinematogràfics, no va aconseguir l'èxit comercial que mereixia.
Va dirigir també Rebeldía (1954); Los peces rojos, amb guió de Carlos Blanco (1954), de la que Antonio Giménez-Rico va ver un remake, Hotel Danubio en 2003; La legión del silencio (1955), codirigida amb José María Forqué; Entre hoy y la eternidad (1956), amb Arthur M. Rabenalt i Todos somos necesarios (1956).
En 1957, El inquilino, amb un repartiment en el qual figuraven Manuel Alexandre, Antonio Ozores i Fernando Fernán Gómez, va xocar amb la censura que primer la va prohibir i més tard la va autoritzar amb talls importants i un gran nombre de canvis. A partir de llavors va passar de ser el director oficial a ser considerat un realitzador difícil.
La dècada dels 1960 va ser fructífera en pel·lícules que no van aconseguir la repercussió de les anteriors, com Don Lucio y el hermano Pío (1960); Prohibido enamorarse (1961); El diablo también llora (1963); El sonido de la muerte (1965); Cotolay (1966); Marta (1971); Historia de una traición (1972) i Las señoritas de mala compañía (1973). També va realitzar algunes pel·lícules de cert contingut eròtic com La revolución matrimonial (1975); Volvoreta (1976) i Más allá del deseo (1976), amb la qual finalitza la seva carrera cinematogràfica.

## Premis i reconeixements
Medalles del Cercle d'Escriptors Cinematogràfics
| Any  | Categoria       | Pel·lícula              |
| ---- | --------------- | ----------------------- |
| 1951 | Millor director | Surcos Balarrasa        |
| 1963 | Millor director | El diablo también llora |

L'1 de març de 1990 l'Assemblea de Directors i Realitzadors Cinematogràfics i Audiovisuals d'Espanya, ADIRCAE, li va concedir un premi especial com a homenatge per tota la seva trajectòria professional, en la qual es destacava el seu intent d'introduir el discurs neorrealista al cinema espanyol.
La Seminci de Valladolid va dedicar a l'octubre de 1995 un cicle monogràfic a la seva trajectòria professional amb la projecció de tota la seva filmografia i li va lliurar una Espiga d'Or especial.
A l'octubre de 1996, aquest mateix certamen castellà va incloure la seva pel·lícula Surcos en el cicle Cien años del cine en España i a més va rebre en Saragossa una de les medalles d'or del Centenari del cinema a Espanya, que li va concedir la Acadèmia de les Arts i les Ciències Cinematogràfiques.

## Filmografia
- Casa manchada (1977),
- Más allá del deseo (1976)
- Volvoreta (1976)
- La revolución matrimonial (1974),
- Las señoritas de mala compañía (1973)
- Marta (1971)
- Historia de una traición (1971)
- Cotolay (1966)
- El diablo también llora (1965)
- El sonido de la muerte (1964) Sound of Horror
- Por tierras de las Siete Villas (1963)
- Prohibido enamorarse (1961)
- Don Lucio y el hermano Pío (1960)
- El inquilino (1957)
- Todos somos necesarios (1956)
- La legión del silencio (1956)
- Los peces rojos (1955) (com José A. Nieves-Conde)
- Rebeldía (1954)
- El cerco del diablo (1952)
- Surcos (1951)
- Balarrasa (1951)
- Llegada de noche (1949)
- Angustia (1947)
- Senda ignorada (1946)